# Вудленд-Крі 226
Вудленд-Крі 226 (англ. Woodland Cree 226) — індіанська резервація в Канаді, у провінції Альберта, у межах муніципального району Нортерн-Санрайз.

## Населення
За даними перепису 2016 року, індіанська резервація нараховувала 723 особи, показавши зростання на 2,4%, порівняно з 2011-м роком. Середня густина населення становила 5,9 осіб/км².
З офіційних мов обидвома одночасно не володів жоден з жителів, тільки англійською — 720. Усього 265 осіб вважали рідною мовою не одну з офіційних, з них 255 — одну з корінних мов.
Працездатне населення становило 47,9% усього населення, рівень безробіття — 39,1%.
Середній дохід на особу становив $28 130 (медіана $19 538), при цьому для чоловіків — $30 684, а для жінок $25 777 (медіани — $20 672 та $18 752 відповідно).
8,3% мешканців мали закінчену шкільну освіту, не мали закінченої шкільної освіти — 74%, 17,7% мали післяшкільну освіту, з яких 17,6% мали диплом бакалавра, або вищий.
| Статево-вікова структура населення | Статево-вікова структура населення | Статево-вікова структура населення | Статево-вікова структура населення | Статево-вікова структура населення |
| ---------------------------------- | ---------------------------------- | ---------------------------------- | ---------------------------------- | ---------------------------------- |
|                                    |                                    |                                    |                                    |                                    |
| Всього                             | Всього                             | 48,6%51,4%                         |                                    |                                    |
| 0 — 14 років                       | 0 — 14 років                       |                                    | 34%                                | 34%                                |
| 15 — 64 років                      | 15 — 64 років                      |                                    | 61,1%                              | 61,1%                              |
| 65 і більше                        | 65 і більше                        |                                    | 4,9%                               | 4,9%                               |
| Середній вік (років)               | Середній вік (років)               | 28,327,3                           | 27,8                               | 27,8                               |
| Медіана (років)                    | Медіана (років)                    | 25,324,4                           | 24,8                               | 24,8                               |
| — чоловіки — жінки                 |                                    |                                    |                                    |                                    |

| Походження мешканців:     | Походження мешканців:     | Походження мешканців: | Походження мешканців: | Походження мешканців: |
| ------------------------- | ------------------------- | --------------------- | --------------------- | --------------------- |
| Походження                |                           |                       | осіб                  | %                     |
| Корінні американці        | Корінні американці        |                       | 700                   | 97.22%                |
| Інше північноамериканське | Інше північноамериканське |                       | 15                    | 2.08%                 |
| Європейське               | Європейське               |                       | 100                   | 13.89%                |
| британське                | британське                |                       | 60                    | 8.33%                 |
| французьке                | французьке                |                       | 35                    | 4.86%                 |
| Латинськоамериканське     | Латинськоамериканське     |                       | 10                    | 1.39%                 |
| Азійське                  | Азійське                  |                       | 10                    | 1.39%                 |

## Клімат
Середня річна температура становить 1,2°C, середня максимальна – 20,9°C, а середня мінімальна – -21,8°C. Середня річна кількість опадів – 422 мм.
| Клімат поселення                              | Клімат поселення | Клімат поселення | Клімат поселення | Клімат поселення | Клімат поселення | Клімат поселення | Клімат поселення | Клімат поселення | Клімат поселення | Клімат поселення | Клімат поселення | Клімат поселення | Клімат поселення |
| Показник                                      | Січ.             | Лют.             | Бер.             | Квіт.            | Трав.            | Черв.            | Лип.             | Серп.            | Вер.             | Жовт.            | Лист.            | Груд.            |                  |
| Середній максимум, °C                         | −8,98            | −4,42            | 0,94             | 9,16             | 15,37            | 19,73            | 20,86            | 19,61            | 14,47            | 8,71             | −1,7             | −7,82            |                  |
| Середня температура, °C                       | −15,38           | −10,84           | −5,47            | 2,73             | 8,95             | 13,32            | 15,39            | 14,14            | 9,01             | 3,21             | −7,18            | −13,29           |                  |
| Середній мінімум, °C                          | −21,8            | −17,25           | −11,88           | −3,7             | 2,54             | 6,91             | 9,92             | 8,68             | 3,53             | −2,24            | −12,66           | −18,77           |                  |
| Норма опадів, мм                              | 27               | 20               | 14               | 16               | 35               | 69               | 70               | 53               | 41               | 26               | 28               | 23               |                  |
| Середньомісячна швидкість вітру, м/с          | 3.60             | 3.63             | 3.61             | 3.79             | 3.78             | 3.60             | 3.04             | 3.10             | 3.57             | 3.98             | 3.52             | 3.60             |                  |
| Середньомісячна сонячна радіація, кДж/м²·день | 2619             | 5901             | 11476            | 16915            | 20214            | 21741            | 21223            | 17209            | 11218            | 6091             | 2821             | 1774             |                  |
| --------------------------------------------- | ---------------- | ---------------- | ---------------- | ---------------- | ---------------- | ---------------- | ---------------- | ---------------- | ---------------- | ---------------- | ---------------- | ---------------- | ---------------- |
| Джерело:                                      |                  |                  |                  |                  |                  |                  |                  |                  |                  |                  |                  |                  |                  |